# Sex (bok av Madonna)
Sex är en fotobok eller så kallad coffee table-bok skriven av Madonna med fotografier av Steven Meisel Studio. Boken gavs ut av Warner Books den 21 oktober 1992 och blev mycket kontroversiell på grund av sina erotiska fotografier. 